# Baby Don’t Go
Baby Don’t Go – czwarty singel Fabolousa z jego czwartego albumu From Nothin’ to Somethin’ wydany w 2007 roku. Gościnnie zaśpiewał T-Pain, a wyprodukował Jermaine Dupri.